# 綠丘 (目黑區)
綠丘（日语：／ Midorigaoka */?）是東京都目黑區的地名。2013年7月為止的人口有7,332人。郵遞區號為152-0034。

## 地理
位於目黑區南部。西鄰自由之丘，東接大岡山，南通世田谷區奧澤與大田區石川町，北接中根。此外也鄰近平町。
這個區域是介於呑川與丑川之間、被樹林所覆蓋的丘陵地，地勢往兩條河川傾斜形成斜坡。從綠丘邊界的立源寺至綠丘小學校為止的南向斜坡，長約230公尺，高度差約12公尺。
大正至昭和時期，也就是東橫線與大井町線開通前後，此地開始進行耕地整理開發為住宅區，吸引許多新住民來此定居。過去曾有許多海軍軍人居住於此，而有「海軍村」的別名。

## 歷史
綠丘一帶過去為荏原郡衾村字谷畑與碑衾村大字衾字谷上台、谷畑東、谷畑中、谷東前、谷畑下、谷石川端、谷向下。1932年（昭和7年）成立目黑區綠丘。1965年（昭和40年）40年1月1日實施住居表示，為綠丘一丁目至三丁目。

### 地名由來
此地為綠樹林立的高地而得名。

## 交通
南部有東急大井町線綠丘站，也可利用西方的自由丘站，南方的大岡山站、東急目黑線奧澤站。另有來往澀谷站、多摩川站的路線巴士。

## 設施

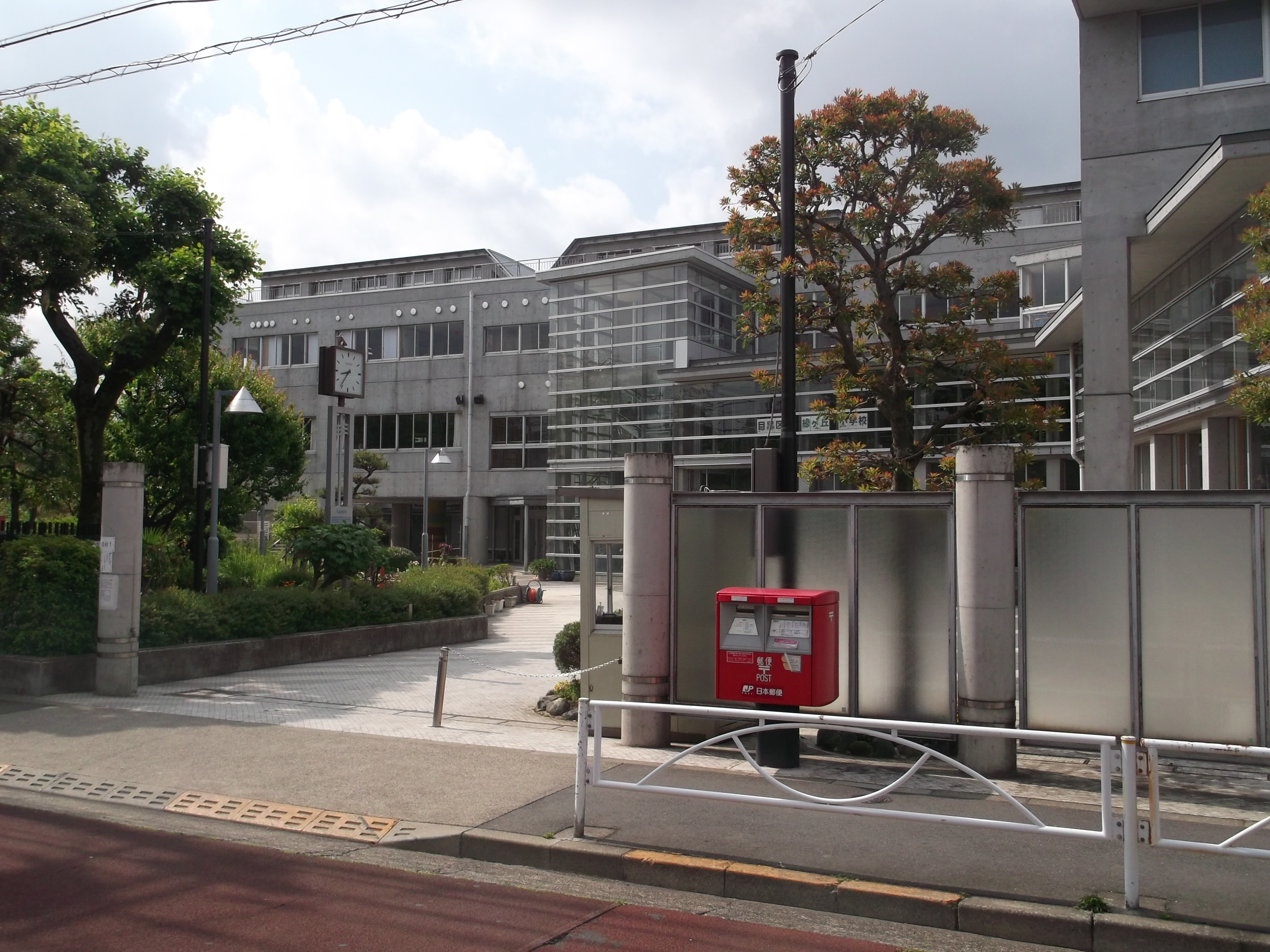
黑區立綠丘小學校

- 目黑區立第十一中學校
- 目黑區立中根小學校
- 目黑區立綠丘小學校
  - 西部地區游泳池
- 綠丘文化會館
- 綠丘圖書館
- 碑文谷警察署綠丘交番

## 備註
1. ↑  .   [2013-08-06]. （原始内容存档于2020-05-03）.
2. ↑  目黒の地名　緑が丘（みどりがおか） 的存檔，存档日期2011-07-17.